# Патхумтхани
Патхумтхани (тайск. ปทุมธานี) — город в Таиланде, столица одноимённой провинции.

## География
Город находится примерно в 30 км к северу от центра Бангкока на берегах реки Чаупхрая.

## Население
По состоянию на 2015 год население города составляет 23 283 человека. Плотность населения — 3279 чел/км². Численность женского населения (52,8 %) превышает численность мужского (47,2 %).